# Finales de la NBA de 1972
Las Finales de la NBA de 1972 fueron las series definitivas de los playoffs de 1972 y suponían la conclusión de la temporada 1971-72 de la NBA, con victoria de Los Angeles Lakers, campeón de la Conferencia Oeste, sobre New York Knicks, campeón de la Conferencia Este. Los Lakers consiguieron su primer título desde que el equipo se desplazó desde Minneapolis a Los Ángeles. Los Knicks alcanzaban su segunda final, repitiéndose la de 1970, en la que se hicieron con el campeonato en el séptimo partido.

## Resumen
| Partido | Fecha       | Equipo local | Resultado   | Equipo visitante |
| ------- | ----------- | ------------ | ----------- | ---------------- |
| 1       | 26 de abril | Los Ángeles  | 92-114      | New York         |
| 2       | 30 de abril | Los Angeles  | 106–92      | New York         |
| 3       | 3 de mayo   | New York     | 96–107      | Los Angeles      |
| 4       | 5 de mayo   | New York     | 111–116 (PR | Los Angeles      |
| 5       | 7 de mayo   | Los Angeles  | 114–100     | New York         |

Lakers gana las series 4-1

## Enfrentamientos en temporada regular
Durante la temporada regular, los Lakers y los Knicks se vieron las caras en cinco ocasiones (la liga la formaban entonces 17 equipos), jugando tres encuentros en el Madison Square Garden y otros dos en The Forum. La ventaja era de los Lakers, que habían conseguido ganar en cuatro ocasiones.
| 16 de octubre | Los Angeles Lakers | 119–104 | New York Knicks |                                             |
|               |                    |         |                 |                                             |
|               |                    |         |                 | Pabellón: Madison Square Garden, Nueva York |

| 7 de noviembre | New York Knicks | 96–103 | Los Angeles Lakers |                                  |
|                |                 |        |                    |                                  |
|                |                 |        |                    | Pabellón: The Forum, Los Ángeles |

| 21 de enero | New York Knicks | 104–101 | Los Angeles Lakers |                                  |
|             |                 |         |                    |                                  |
|             |                 |         |                    | Pabellón: The Forum, Los Ángeles |

| 8 de febrero | Los Angeles Lakers | 107–102 | New York Knicks |                                             |
|              |                    |         |                 |                                             |
|              |                    |         |                 | Pabellón: Madison Square Garden, Nueva York |

| 29 de febrero | Los Angeles Lakers | 114–111 | New York Knicks |                                             |
|               |                    |         |                 |                                             |
|               |                    |         |                 | Pabellón: Madison Square Garden, Nueva York |

## Resumen de los partidos
Los Lakers se presentaban en la temporada con Wilt Chamberlain ya con 35 años y Jerry West con 33. Además, Elgin Baylor se perdería casi toda la temporada por lesión. Pero a pesar de ello, su nuevo entrenador, Bill Sharman, que sustituía en el banquillo a Joe Mullaney, consiguió que su equipo acabara la temporada regular con 69 victorias y 13 derrotas, récord histórico de la liga, además de lograr una racha de 33 partidos ganados de forma consecutiva. En las finales de la Conferencia Oeste derrotaron al campeón del año anterior, Milwaukee Bucks, en seis partidos, esperándoles en la final los New York Knicks, que derrotaron a unos emergentes Boston Celtics en cinco partidos.

### Partido 1
| 26 de abril                     | New York Knicks                                                  | 114–92               | Los Angeles Lakers                                             |                                                                                         |  |  |
|                                 | Parciales: 33–28, 34–21, 19–19, 28–24                            |                      |                                                                |                                                                                         |  |  |
|                                 | Estadísticas Bill Bradley 29 Dave DeBusschere 18 Walt Frazier 11 | Reporte Pts Reb Asts | Estadísticas Gail Goodrich 20 Wilt Chamberlain 19 Jerry West 7 | Pabellón: The Forum Asistencia: 17,505 espectadores Árbitros: Richie Powers, Ed T. Rush |  |  |
| New York lidera las series, 1–0 |                                                                  |                      |                                                                |                                                                                         |  |  |
|                                 |                                                                  |                      |                                                                |                                                                                         |  |  |

Con Willis Reed lesionado en la rodilla, sería el veterano Jerry Lucas el que ocuparía el puesto de pívot en el quinteto titular de los Knicks en el primer partido disputado en el Forum. Consiguió 26 puntos, pero no fue el único jugador de su equipo inspirado, ya que Bill Bradley anotaría 11 de 12 lanzamientos de campo, en consonancia con todo el equipo, que consiguió un 53% de acierto. Los Knicks tomaban ventaja en la final, imponiéndose con un claro 114-92.

### Partido 2
| 30 de abril           | New York Knicks                                                        | 92–106               | Los Angeles Lakers                                              |                                                                                          |  |  |
|                       | Parciales: 26–30, 24–21, 11–28, 31-27                                  |                      |                                                                 |                                                                                          |  |  |
|                       | Estadísticas Walt Frazier 21 Jackson, Lucas 11 cada uno Walt Frazier 7 | Reporte Pts Reb Asts | Estadísticas Gail Goodrich 31 Wilt Chamberlain 24 Jerry West 13 | Pabellón: The Forum Asistencia: 17,505 espectadores Árbitros: Mendy Rudolph, Jack Madden |  |  |
| Series empatadas, 1–1 |                                                                        |                      |                                                                 |                                                                                          |  |  |
|                       |                                                                        |                      |                                                                 |                                                                                          |  |  |

Los Lakers habían perdido la ventaja de campo, pero en el segundo partido tuvieron un golpe de suerte. El alero de los Knicks, Dave DeBusschere, se lesionó en el costado, no jugando en toda la segunda mitad. Sin nadie que lo sujetase, Happy Hairston anotó 12 puntos en ese periodo, y los Lakers consiguieron igualar la serie con una cómoda victoria por 106-92.

### Partido 3
| 3 de mayo                          | Los Angeles Lakers                                                              | 107–96               | New York Knicks                                           | |  |  |
|                                    | Parciales: 23–28, 29–19, 28–18, 27-31                                           |                      |                                                           | |  |  |
|                                    | Estadísticas Wilt Chamberlain 26 Chamberlain, Hairston 20 cada uno Jerry West 8 | Reporte Pts Reb Asts | Estadísticas Walt Frazier 25 Jerry Lucas 14 Jerry Lucas 6 | Pabellón: Madison Square Garden Asistencia: 19,588 espectadores Árbitros: Don Murphy, Richie Powers |  |  |
| Los Ángeles lidera las series, 2–1 |                                                                                 |                      |                                                           | |  |  |
|                                    |                                                                                 |                      |                                                           | |  |  |

Las finales se trasladaron al Madison Square Garden. DeBusschere intentó jugar en la primera parte, pero falló sus seis lanzamientos a canasta, decidiendo no jugar en la segunda mitad a causa de su lesión. Los Lakers tuvieron un cómodo partido, llegando a tener ventajas de hasta 22 puntos, llegando al final del partido con un 107-96 que le devolvía el factor cancha en las finales.

### Partido 4
| 5 de mayo                          | Los Angeles Lakers                                                              | 116–111              | New York Knicks                                                 | |  |  |
|                                    | Parciales: 26–28, 27-28, 25-25, 23-20 (T.E.: 15-10)                             |                      |                                                                 | |  |  |
|                                    | Estadísticas Wilt Chamberlain 26 Chamberlain, Hairston 20 cada uno Jerry West 7 | Reporte Pts Reb Asts | Estadísticas Bill Bradley 26 Dave DeBusschere 13 Jerry Lucas 11 | Pabellón: Madison Square Garden Asistencia: 19,588 espectadores Árbitros: Mendy Rudolph, Jake O'Donnel |  |  |
| Los Ángeles lidera las series, 3–1 |                                                                                 |                      |                                                                 | |  |  |
|                                    |                                                                                 |                      |                                                                 | |  |  |

La suerte había acompañado a los Lakers hasta este momento, pero en el primer cuarto del cuarto partido Chamberlain cayó al suelo y se produjo un esguince en la muñeca. a pesar del dolor, decidió seguir en el partido. Éste llegó a la prórroga, pero al final del tiempo regular, Chamberlain había cometido su quinta falta personal. en 13 temporadas en la NBA nunca había sido eliminado por faltas, una estadística de la que se sentía orgulloso. Los periodistas presentes en el partido especularon con la posibilidad de que saltara al tiempo extra jugando con prudencia para no cometer la sexta personal. Pero nada más lejos de la realidad, ya que salió hecho una furia colocando tapones y llevando a su equipo a la victoria por 116-111. La ventaja parecía ya insalvable, con un 3-1 a favor de los Lakers.

### Partido 5
| 7 de mayo                         | New York Knicks                                                  | 100–114              | Los Angeles Lakers                                               |                                                                                          |  |  |
|                                   | Parciales: 24-26, 29-27, 25-30, 22-31                            |                      |                                                                  |                                                                                          |  |  |
|                                   | Estadísticas Walt Frazier 31 Dave DeBusschere 14 Walt Frazier 10 | Reporte Pts Reb Asts | Estadísticas Gail Goodrich 25 Wilt Chamberlain 29 Jerry Lucas 11 | Pabellón: The Forum Asistencia: 17,505 espectadores Árbitros: Richie Powers, Jack Madden |  |  |
| Los Ángeles ganan las series, 4–1 |                                                                  |                      |                                                                  |                                                                                          |  |  |
|                                   |                                                                  |                      |                                                                  |                                                                                          |  |  |

Parecía haber algo de esperanza para los Knicks, ya que se especuló con la posibilidad de que Chamberlain no jugara el quinto encuentro. Pero finalmente lo hizo infiltrado, y jugando casi con una sola mano consiguió 24 puntos y capturó 29 rebotes, rompiendo el partido que acabó con una fácil victoria para los Lakers por 114-100. Chamberlain logró gracias a su esfuerzo el premio de MVP de las Finales. Jerry West lograba por fin un anillo de campeón, tras 12 temporadas en la élite.